# Massiac
Massiac es una localidad y comuna francesa situada en el departamento de Cantal, en la región de Auvernia.

## Demografía
| 1771 | 1756 | 1884 | 1838 | 1881 | 1857 |
| Para los censos de 1962 a 1999 la población legal corresponde a la población sin duplicidades (Fuente: INSEE [Consultar]) |      |      |      |      |      |

## Ciudades hermanadas
- Faura, España